# Marquesado de Somió
El marquesado de Somió es un título nobiliario español, creado el 13 de octubre de 1888 durante la minoría de edad del rey Alfonso XIII por la reina regente María Cristina, a favor de María Cristina Muñoz y Bernaldo de Quirós, hija de José María Bernaldo de Quirós y González de Cienfuegos, VII marqués de Campo Sagrado, y de su esposa María Cristina Muñoz y Borbón, I marquesa de la Isabela, I vizcondesa de la Dehesilla, quien a su vez fue hija de la reina regente María Cristina, viuda y sobrina materna que fue del rey Fernando VII, y de su segundo esposo Agustín Fernando Muñoz y Sánchez, I duque de Riánsares, I marqués de San Agustín y I duque de Montmorot Par de Francia (título no reconocido en España).

## Denominación
Su denominación hace referencia a la localidad de Somió, actualmente integrada en el municipio de Gijón, en el principado de Asturias. Se concedió este marquesado con esta denominación, en recuerdo a que fue en Somió donde se casó María Cristina Muñoz y Bernaldo de Quirós el 11 de febrero de 1888, y que su familia, los duques de Riánsares y duques de Tarancón estaba muy vinculada con esta localidad, donde poseían un espléndido palacio.

## Armas
En campo de azur, una faja de plata, con tres ánsares de sable, picados de gules y puestos en faja. Lema: Regina coeli juvante.

## Marqueses de Somió
|                           | Titular                                   | Periodo                   |
| Creación por Alfonso XIII | Creación por Alfonso XIII                 | Creación por Alfonso XIII |
| ------------------------- | ----------------------------------------- | ------------------------- |
| I                         | María Cristina Muñoz y Bernaldo de Quirós | 1888-1921                 |
| II                        | Fernando Sánchez de Toca y Muñoz          | 1923-1968                 |
| III                       | José María Sánchez de Toca y Catalá       | 1968-2020                 |
| IV                        | Gracia María Sánchez de Toca Alameda      | 2020-                     |

## Historia de los marqueses de Somió
- María Cristina Muñoz y Bernaldo de Quirós (1862-1921), I marquesa de Somió.[1]

1. Casó con Pedro José Sánchez de Toca y Calvo, II marqués de Toca. Le sucedió su hijo:

- Fernando Sánchez de Toca y Muñoz (1888-1975), II duque de Vista Alegre, II marqués de Somió.

1. Casó con María de la Gracia Catalá y Benet. Le sucedió su hijo:

- José María Sánchez de Toca y Catalá (Madrid, 1942-2020), III marqués de Somió.[2]

1. Casó con María Amada Alameda y Dionísio.

- Gracia María Sánchez de Toca Alameda, IV marquesa de Somió.[3]